# Jatihadi
Jatihadi is een bestuurslaag in het regentschap Rembang van de provincie Midden-Java, Indonesië. Jatihadi telt 2320 inwoners (volkstelling 2010).